# Morgen
Morgen är ett äldre tyskt ytmått med starkt lokalt varierande storlek.
I Preussen omfattade en morgen 25,5322 ar, i Sachsen 27,671 ar, i Bayern 34,073 ar och i Baden 36,000 ar.